# Myriam Prévot
Pour les articles homonymes, voir Prévot.
Myriam Prévot, née Myriam Silberstein le 11 janvier 1923 dans le 5e arrondissement de Paris, dirige, avec Gildo Caputo, la Galerie de France de 1951 jusqu'à son suicide le 1er juillet 1977 dans le 8e arrondissement de Paris.

## Biographie
Présentée à René Drouin par Pierre Seghers, Myriam Prévot travaille de 1945 à 1947 auprès de Gildo Caputo à la galerie René Drouin (place Vendôme), où elle fait notamment la connaissance de Jean Le Moal, d'Alfred Manessier, de Gustave Singier. En 1947 elle suit Caputo lorsqu'il ouvre la galerie Billiet-Caputo (rue La Boétie). 
À la fin de 1950, Myriam Prévot et Gildo Caputo reprennent la direction de la Galerie de France (rue du Faubourg-Saint-Honoré), ouverte en 1942 par Paul Martin. Ils réunissent dans « Présences 195 », première exposition présentée en janvier 1951, Bores, Dominguez, Estève, Gischia, Jacques Lagrange, Lapicque, Le Moal, Manessier, Pignon, Prassinos, Singier, Soulages, Tailleux et Tal Coat. 
Présentant la plus large part des peintres de la non figuration et de l'abstraction lyrique, Myriam Prévot et Gildo Caputo font dans les années 1950 et 1960 de la Galerie de France l'une des plus importantes galeries d'art parisiennes. « La Galerie de France était alors une véritable institution, elle dominait la vie artistique internationale et était devenue le lieu d'exposition obligatoire de tout artiste venant du monde entier qui recherchait la consécration de Paris, pour quelque temps encore capitale mondiale de l'art. Grands prix internationaux pour ses artistes, expositions muséales tous azimuts (le Musée d'Art moderne de la Ville de Paris était devenu une véritable succursale de la galerie), listes d'attente pour les collectionneurs », écrit Jean-Robert Arnaud.
Au long de près de trois décennies Myriam Prévot, avec Caputo, présente notamment des expositions de :
- Pierre Alechinsky (1962, 1963, 1966, 1968, 1971, 1973, 1977)
- Anna-Eva Bergman (1958, 1962, 1968, 1977)
- Christian Dotremont (1971, 1975)
- Roger-Edgar Gillet (1959,1961,1963)
- Hans Hartung (1956, 1958, 1961, 1962, 1964, 1966, 1969, 1971, 1974, 1977)
- Jean Le Moal (1956, 1959, 1974)
- Alfred Manessier (1952, 1956, 1958, 1959, 1966, 1970, 1975)
- Maryan S. Maryan (1958, 1960, 1965, 1974)
- Zoran Mušič (1953, 1956, 1958, 1960, 1964, 1967, 1970, 1978, 1981)
- Édouard Pignon (1952, 1953, 1955, 1958, 1960, 1962, 1968, 1970, 1973, 1976)
- Serge Poliakoff (1964, 1973, 1977)
- Mario Prassinos (1953, 1955, 1957, 1960, 1964, 1966, 1972, 1976)
- Gustave Singier (1952, 1955, 1957, 1959, 1961, 1966, 1967, 1969, 1972)
- Pierre Soulages (1956, 1960, 1963, 1967, 1972, 1974, 1977)
- Zao Wou-Ki (1957, 1960, 1963, 1967, 1970, 1972, 1975),

mais aussi les œuvres d'Oscar Dominguez (1951), de Reynold Arnould (1951, 1954), Victor Brauner (1952), Félix Labisse (1952, 1957), Jacques Lagrange (1953), Léon Gischia (1954), Marta Colvin (1967).

## Témoignage
« Petite de taille, pas jolie mais attirante, vive et efficace, elle avait le charme de l'intelligence avec, dans le regard, une flamme rieuse et dans le sourire, comme un reflet de son plaisir de vivre. Longtemps elle les garda, jusqu'au moment où les circonstances de la vie la conduisirent au désespoir. Elle était orgueilleuse et volontaire, mais optimiste et généreuse. […] Toujours sincère, sa vie était un tourbillon d'enthousiasmes qui s'effaçaient les uns les autres. Parfois les projets qu'elle avait semblé abandonner renaissaient. Surgis du fond d'elle-même, elle s'y attachait soudain avec une grande rigueur. […] Elle avait consacré à la Galerie tous les jours de sa vie. Avec passion et sans répit, elle n'avait cessé de lutter pour défendre dans le monde les artistes qu'elle aimait. Elle y avait gagné des honneurs, elle y a laissé son existence. »

— Raimond Herbet

## Quelques publications
- « Mon ami Zao Wou-ki », dans Zao Wou-ki, Galerie de France, Paris, 1960
- Préface de Music, Galerie de France, Paris, 1960
- Préface de Prassinos. Arbres et bouquets, Galerie de France, Paris, 1960
- Préface de Singier, Galerie de France, Paris, 1961